# Ivan Doroschuk
Ivan Doroschuk est un chanteur et compositeur canadien, né le 9 octobre 1957 à Urbana (Illinois) aux États-Unis. Il est le leader du groupe de musique new wave Men Without Hats.

## Origines
Né aux États-Unis, Ivan Doroschuk grandit dans l'arrondissement Outremont, à Montréal, au sein d'une famille d'origine ukrainienne et québécoise, son père Eugène travaillant à l'Université de Montréal et sa mère Betty à la Schulich School, la faculté de musique de l'Université McGill. Adolescent, il fréquente le Collège Stanislas, un lycée privé québécois. À la fin des années '70, il fonde, avec ses frères cadets Colin et Stefan, le groupe new wave Men Without Hats,.
Vivant depuis les années 2000 à Victoria en Colombie Britannique, il compose et chante en anglais mais il est avant tout francophone. Il reste cependant assez peu connu en France.